# Rhytidophaena
Rhytidophaena es un género de coleópteros adéfagos de la familia Carabidae.

## Especies
Contiene las siguientes especies:
- Rhytidophaena feae (Gestro, 1889)
- Rhytidophaena inornata (W. Horn, 1900)
- Rhytidophaena tetraspilota (Chaudoir, 1852)